# Cassandra Wilson
Cassandra Wilson, född 4 december 1955 i Jackson, Mississippi, är en amerikansk jazzsångare och kompositör. Hennes musik blandar modern jazz, swing, funk, bossa nova, och ibland även afrikansk folkmusik.
Under sin tidiga karriär tillhörde Wilson M-Base-kollektivet. Sitt första egna album, Point of View, gav hon ut 1985. Till Wilsons mest framgångsrika album hör Blue Light 'Til Dawn (1993), New Moon Daughter (1995) och Miles Davis-hyllningen Traveling Miles (1999), vilka alla legat i toppen av Billboards jazzlista. New Moon Daughter gav henne även en Grammy för Best Jazz Vocal Performance. 

## Diskografi

### Originalalbum
- 1986 – Point of View
- 1987 – Days Aweigh
- 1988 – Blue Skies
- 1989 – Jumpworld
- 1991 – Live
- 1991 – She Who Weeps
- 1992 – After the Beginning Again
- 1992 – Dance to the Drums Again
- 1993 – Blue Light ’til Dawn
- 1995 – New Moon Daughter
- 1997 – Rendezvous (med Jacky Terrasson)
- 1999 – Traveling Miles (med musik av bl.a. Miles Davis)
- 2002 – Belly of the Sun
- 2003 – Glamoured
- 2006 – Thunderbird
- 2008 – Loverly
- 2010 – Silver Pony
- 2012 – Another Country (featuring Fabrizio Sotti)
- 2015 – Coming Forth by Day

### Samlingsalbum
- 1995 – Songbook
- 2002 – Sings Standards
- 2009 – Closer to You